# シエラ・ラミレス
シエラ・ラミレス（Cierra Ramirez,  1995年3月9日 - ）は、アメリカ合衆国の女優・子役である。

## 来歴
1995年、テキサス州ヒューストンに生まれる。しかし、ニューヨークとロサンゼルスを行ったり来たりする生活を送った。10歳の頃にテレビの音楽番組『Showtime at the Apollo』へ出演し、「I Am Changing」という歌を披露した。2006年にはテレビドラマシリーズ『CSI:マイアミ』や映画『All In』などへ出演して、子役としてキャリアをスタート。その後も、順調に出演作品を増やしており、近年ではシットコム『フォスター家の事情』のレギュラーキャスト、マリアナ・フォスター役で知られている。

## 出演作品

### 映画
- All In (2006)
- Star and Stella Save the World (2007)
- Girl in Progress (2012)

### テレビドラマ
- CSI:マイアミ CSI: Miami (2006)
- ゾーイ101 Zoey 101 (2006)
- デスパレートな妻たち Desperate Housewives (2006)
- スイート・ライフ The Suite Life of Zack and Cody (2007)
- My Own Worst Enemy (2008)
- The Secret Life of the American Teenager (2012 - 2013)
- フォスター家の事情 The Fosters (2013 - 2015)